# Maniquerville
Maniquerville est une commune française située dans le département de la Seine-Maritime en région Normandie.

## Géographie

### Localisation
|               | Froberville           | Épreville |
| Gerville      | Maniquerville         |           |
| Fongueusemare | Sausseuzemare-en-Caux |           |

### Hydrographie
La commune est située dans le bassin Seine-Normandie. Elle n'est drainée par aucun cours d'eau,.

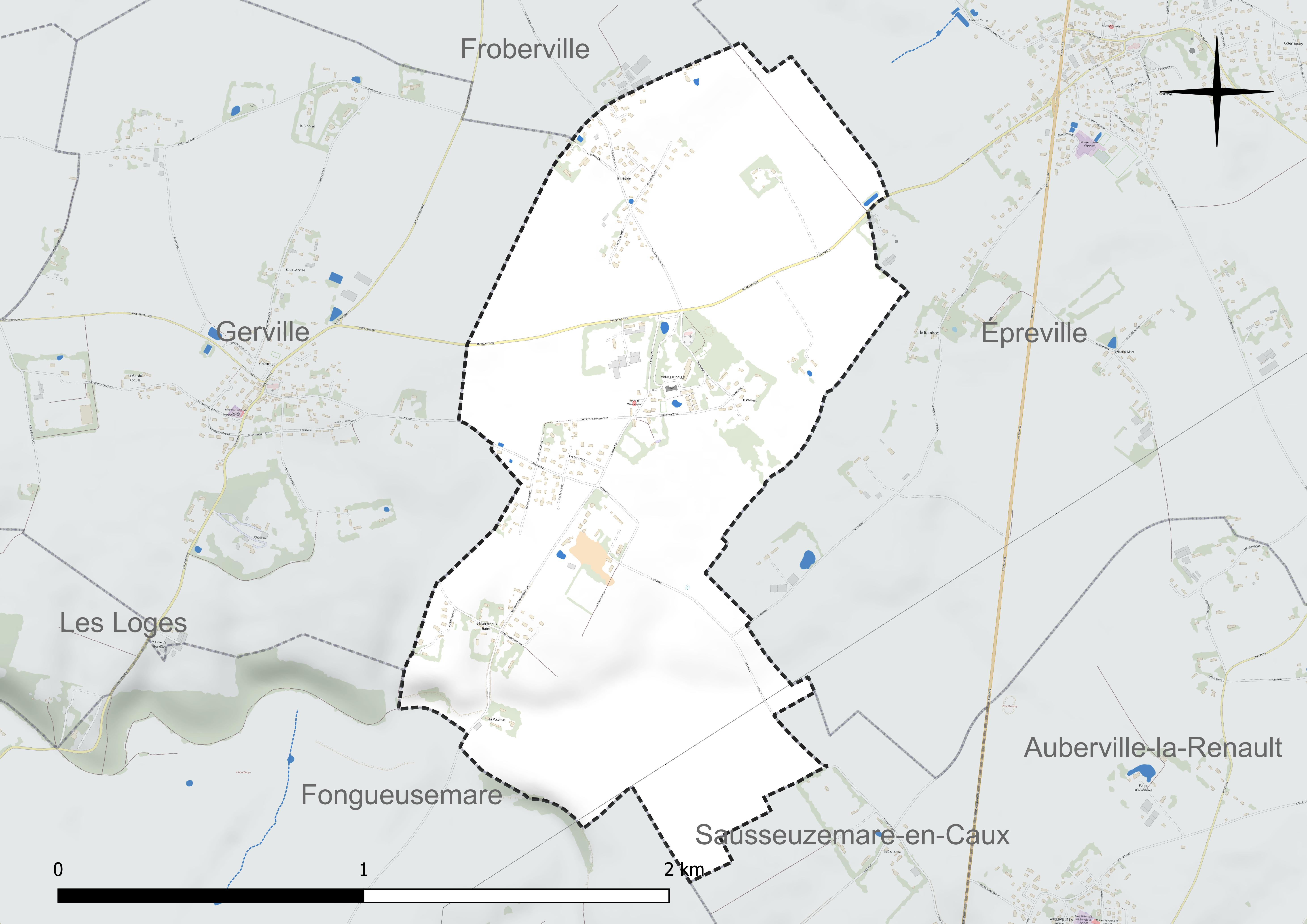
Réseau hydrographique de Maniquerville.

### Climat
Pour des articles plus généraux, voir Climat de la Normandie et Climat de la Seine-Maritime.
En 2010, le climat de la commune est de type climat océanique franc, selon une étude du CNRS s'appuyant sur une série de données couvrant la période 1971-2000. En 2020, Météo-France publie une typologie des climats de la France métropolitaine dans laquelle la commune est exposée à un climat océanique et est dans la région climatique Côtes de la Manche orientale, caractérisée par un faible ensoleillement (1 550 h/an) ; forte humidité de l’air (plus de 20 h/jour avec humidité relative > 80 % en hiver), vents forts fréquents. Parallèlement le GIEC normand, un groupe régional d’experts sur le climat, différencie quant à lui, dans une étude de 2020, trois grands types de climats pour la région Normandie, nuancés à une échelle plus fine par les facteurs géographiques locaux. La commune est, selon ce zonage, exposée à un « climat maritime », correspondant au Pays de Caux, frais, humide et pluvieux, légèrement plus frais que dans le Cotentin.
Pour la période 1971-2000, la température annuelle moyenne est de 10,3 °C, avec une amplitude thermique annuelle de 13,3 °C. Le cumul annuel moyen de précipitations est de 982 mm, avec 13,8 jours de précipitations en janvier et 9 jours en juillet. Pour la période 1991-2020, la température moyenne annuelle observée sur la station météorologique la plus proche, située sur la commune de Octeville-sur-Mer à 22 km à vol d'oiseau, est de 11,5 °C et le cumul annuel moyen de précipitations est de 790,7 mm,. Pour l'avenir, les paramètres climatiques de la commune estimés pour 2050 selon différents scénarios d’émission de gaz à effet de serre sont consultables sur un site dédié publié par Météo-France en novembre 2022.

## Urbanisme

### Typologie
Au 1er janvier 2024, Maniquerville est catégorisée commune rurale à habitat dispersé, selon la nouvelle grille communale de densité à sept niveaux définie par l'Insee en 2022.
Elle est située hors unité urbaine. Par ailleurs la commune fait partie de l'aire d'attraction du Havre, dont elle est une commune de la couronne,. Cette aire, qui regroupe 116 communes, est catégorisée dans les aires de 200 000 à moins de 700 000 habitants,.

### Occupation des sols
L'occupation des sols de la commune, telle qu'elle ressort de la base de données européenne d’occupation biophysique des sols Corine Land Cover (CLC), est marquée par l'importance des territoires agricoles (100 % en 2018), une proportion identique à celle de 1990 (100 %). La répartition détaillée en 2018 est la suivante :
terres arables (74 %), zones agricoles hétérogènes (20 %), prairies (6 %). L'évolution de l’occupation des sols de la commune et de ses infrastructures peut être observée sur les différentes représentations cartographiques du territoire : la carte de Cassini (XVIIIe siècle), la carte d'état-major (1820-1866) et les cartes ou photos aériennes de l'IGN pour la période actuelle (1950 à aujourd'hui).

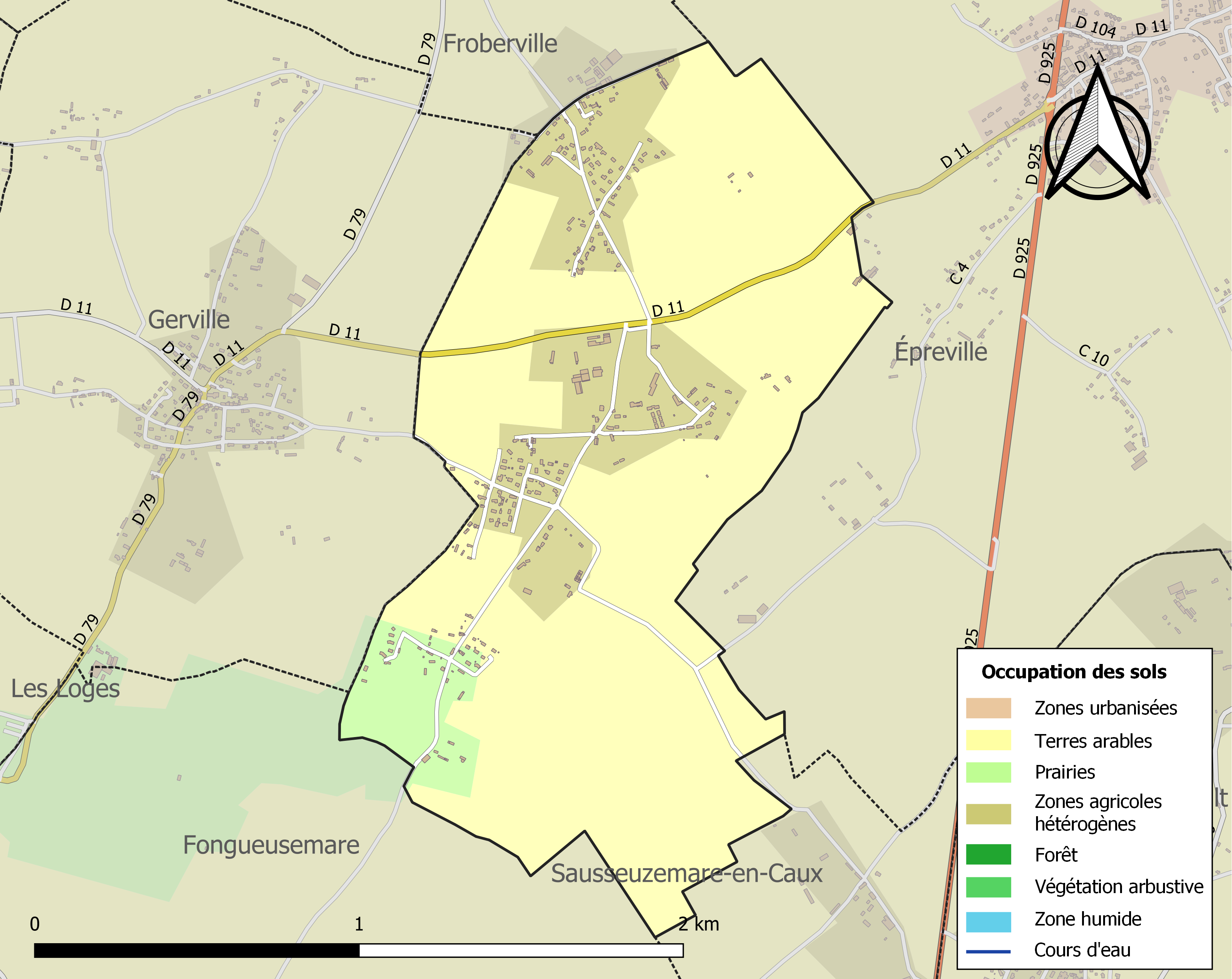
Carte des infrastructures et de l'occupation des sols de la commune en 2018 (CLC).

## Toponymie
Au XIIIe siècle, le nom de la paroisse est régulièrement transcrit soit Manequinvilla, soit Manequiervilla.
Formation médiévale en -ville au sens ancien de « domaine rural », composée avec un anthroponyme germanique (ou anglo-scandinave en Normandie), comme c'est le plus souvent le cas.
La première forme Manequin- ne s'explique vraisemblablement pas par le vieux français mannequin « petit homme » (> mod. mannequin) qui est un emprunt au moyen néerlandais mannekjin postérieur au XVe siècle.
Par contre, la nasalisation de -ier en -in est phonétiquement possible, il convient donc de considérer la forme Manequier- comme étymologique. Marie-Thérèse Morlet rapporte le nom de personne germanique Magnecharius qui convient bien phonétiquement.

## Histoire
Les sires de Thiboutot, patrons de Maniquerville, sont restés fidèles à leur église. Leur château était voisin. Derrière l'église, une motte de terre entourée de fossés, qui passe pour avoir été la base de cette forteresse de la châtellerie de Thiboutot. Ce vieux château, dont les titulaires remontent à 1107, fut pris par les Anglais en 1418. Sa capitulation, faite par Colin, seigneur de Thiboutot, se trouve dans le rôle des terres délivrées à la Normandie. Les châtelains portèrent si haut leur nom, la gloire de ce nom, que Louis XV érigea en marquisat la terre des Thiboutot en juin 1720. Maniquerville était au XVIIIe siècle une paroisse de 32 paroissiens et 34 feux. À la fin du XIXe siècle, ce n'était plus qu'une annexe de 242 habitants réunie à Gerville. Dans la visite de l'Archidiaconale de 1708, on y trouve 150 communiants qui ont tous fait leur devoir de Pâques.

## Politique et administration
| Période                                  | Période                    | Identité       | Étiquette | Qualité |
| ---------------------------------------- | -------------------------- | -------------- | --------- | ------- |
| Les données manquantes sont à compléter. |                            |                |           |         |
| juin 1995                                | mai 2020                   | Michel Loisel  |           |         |
| juillet 2020,                            | En cours (au 10 août 2020) | Céline Leconte |           |         |

## Démographie
L'évolution du nombre d'habitants est connue à travers les recensements de la population effectués dans la commune depuis 1793. Pour les communes de moins de 10 000 habitants, une enquête de recensement portant sur toute la population est réalisée tous les cinq ans, les populations de référence des années intermédiaires étant quant à elles estimées par interpolation ou extrapolation. Pour la commune, le premier recensement exhaustif entrant dans le cadre du nouveau dispositif a été réalisé en 2008.

En 2022, la commune comptait 420 habitants, en évolution de +3,96 % par rapport à 2016 (Seine-Maritime : +0,35 %, France hors Mayotte : +2,11 %).
| 1793 | 1800 | 1806 | 1821 | 1831 | 1836 | 1841 | 1846 | 1851 |
| ---- | ---- | ---- | ---- | ---- | ---- | ---- | ---- | ---- |
| 277  | 270  | 264  | 243  | 295  | 266  | 242  | 257  | 264  |

| 1856 | 1861 | 1866 | 1872 | 1876 | 1881 | 1886 | 1891 | 1896 |
| ---- | ---- | ---- | ---- | ---- | ---- | ---- | ---- | ---- |
| 257  | 253  | 274  | 233  | 218  | 183  | 184  | 177  | 195  |

| 1901 | 1906 | 1911 | 1921 | 1926 | 1931 | 1936 | 1946 | 1954 |
| ---- | ---- | ---- | ---- | ---- | ---- | ---- | ---- | ---- |
| 210  | 192  | 201  | 178  | 185  | 164  | 170  | 157  | 221  |

| 1962 | 1968 | 1975 | 1982 | 1990 | 1999 | 2006 | 2008 | 2013 |
| ---- | ---- | ---- | ---- | ---- | ---- | ---- | ---- | ---- |
| 259  | 234  | 247  | 375  | 348  | 304  | 428  | 463  | 391  |

| 2018 | 2022 | - | - | - | - | - | - | - |
| ---- | ---- | - | - | - | - | - | - | - |
| 417  | 420  | - | - | - | - | - | - | - |

## Culture locale et patrimoine

### Lieux et monuments
Le village est avant tout agricole, mais on peut noter dans le patrimoine :
- le château de Maniquerville (reconverti en hôtel) ;
- la motte féodale (vestiges derrière l'église).

Le musée agricole de Maniquerville, ouvert en 1994, ferme ses portes en juillet 2020.

### Personnalités liées à la commune
- Charles de Dampierre (1636-1686), seigneur de Thiboutot.

### Héraldique
| Armes de Maniquerville | Les armes de la commune de Maniquerville se blasonnent ainsi : Taillé : au 1er d'or à la gerbe de trois épis de blé au naturel, au 2e d'azur à la raie d'argent prise dans un filet du même ; à la cotice en barre de gueules chargée de l'inscription « MANIQUERVILLE » de sable brochant sur la partition. |